# Communauté de communes Florac Sud Lozère
La communauté de communes Florac Sud Lozère est une ancienne communauté de communes française, située dans le département de la Lozère et la région Occitanie.

## Historique
Elle est créée le 1er janvier 2015.
Le 1er janvier 2016, les communes de Bédouès et Cocurès deviennent la commune nouvelle de Bédouès-Cocurès, les communes de Florac et La Salle-Prunet, celle de Florac Trois Rivières et celles de Saint-Julien-d'Arpaon et Saint-Laurent-de-Trèves, Cans et Cévennes.
Le schéma départemental de coopération intercommunale, arrêté par le préfet de la Lozère le 29 mars 2016, prévoit la fusion de la communauté de communes Florac Sud Lozère avec les communautés de communes des Gorges du Tarn et des Grands Causses et de la Vallée de la Jonte, plus la commune des Vignes à partir du 1er janvier 2017.
Le 1er janvier 2017, la communauté de communes rejoint la communauté de communes Gorges Causses Cévennes.

## Territoire communautaire

### Composition
Elle était composée des neuf communes suivantes :
| Nom                           | Code Insee | Gentilé     | Superficie (km2) | Population (dernière pop. légale) | Densité (hab./km2) |
| ----------------------------- | ---------- | ----------- | ---------------- | --------------------------------- | ------------------ |
| Florac Trois Rivières (siège) | 48061      |             | 48,39            | 2 075 (2017)                      | 43                 |
| Barre-des-Cévennes            | 48019      | Barrois     | 34,29            | 201 (2014)                        | 5,9                |
| Bédouès-Cocurès               | 48050      |             | 30,35            | 471 (2017)                        | 16                 |
| Les Bondons                   | 48028      | Bondoniens  | 45,54            | 143 (2014)                        | 3,1                |
| Cans et Cévennes              | 48166      |             | 43,81            | 284 (2017)                        | 6,5                |
| Cassagnas                     | 48036      | Cassagnais  | 35,19            | 115 (2014)                        | 3,3                |
| Ispagnac                      | 48075      | Ispagnacois | 53,71            | 880 (2014)                        | 16                 |
| Rousses                       | 48130      | Roussois    | 22,38            | 102 (2014)                        | 4,6                |
| Vebron                        | 48193      | Vebronnais  | 69,66            | 194 (2014)                        | 2,8                |

### Démographie
| 2012  | 2013  |
| ----- | ----- |
| 4 530 | 4 519 |